# Паула Бразильская
Па́ула де Брага́нса (порт. Paula de Bragança), при рождении Па́ула Мариа́нна Иоа́нна Карло́та Фаусти́на Ма́тиас Франси́шка Ксаве́ра де Па́ула Микаэ́ла Габриэ́ла Рафаэ́ла Гонза́га де Брага́нса, (порт. Paula Mariana Joana Carlota Faustina Matias Francisca Xavier de Paula Micaela Gabriela Rafaela Gonzaga de Bragança; 17 февраля 1823, Рио-де-Жанейро, Бразильская империя — 16 января 1833, там же) — бразильская принцесса, дочь бразильского императора Педру I и его первой жены Марии Леопольдины Австрийской.
Стала пятым ребёнком в семье, в возрасте трёх лет потеряла мать. После её смерти Паула вместе с сёстрами и братом воспитывалась гувернантками. Принцесса присутствовала на свадьбе отца, который заключил второй брак с герцогиней Амелией Лейхтенбергской, ставшая Пауле мачехой. В конце 1832 года принцесса сильно заболела. Она умерла 16 января 1833 года в возрасте девяти лет и была похоронена в Рио-де-Жанейро.

## Рождение

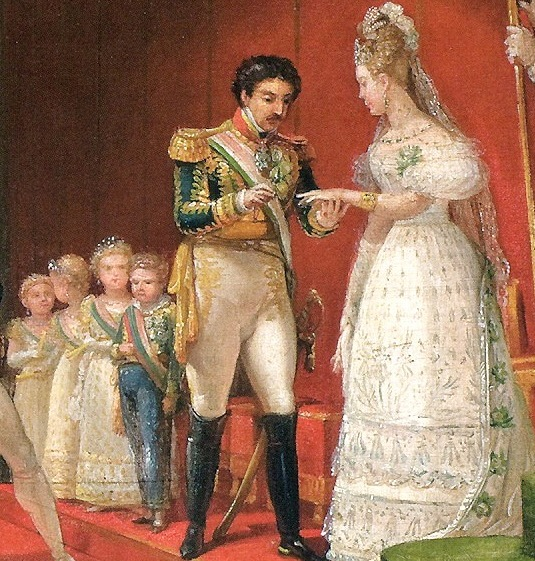
Второй брак императора кисти Жана Батиста Дебре. Сзади императора изображены его дети: Педру, Жануария, Паула и Франсишка.

Паула родилась 17 февраля 1823 года в Королевском дворце Сан-Кристован, расположенном в Рио-де-Жанейро — столице Бразильской империи. Она стала пятым ребёнком и третьей дочерью в семье бразильского императора Педру I, сына короля Португалии Жуана VI и Карлоты Жоакины Испанской, и Марии Леопольдины Австрийской, дочери императора Франца II и Марии Терезы Неаполитанской. Двое старших братьев Паулы умерли ещё до её рождения. Всего в семье родилось семеро детей, включая будущего императора Бразилии Педру II. При крещении, которое состоялось через неделю после рождения, ей было дано имя Паула Марианна Иоанна Карлота Фаустина Матиас Франсишка Ксавера де Паула Микаэла Гарбиэла Рафаэла Гонзага де Браганса. Крестил принцессу епископ Жозе Каэтано да Сильва Коутиньо в Соборе Пресвятой Девы Марии Кармельской в Рио-де-Жанейро. Последние четыре имени традиционно давались всем членам бразильской императорской семьи. Своё главное имя Паула получила в честь города Сан-Паулу, где был подписан акт о независимости Бразилии. Принцессу Паулу с рождения вскармливала грудью кормилица.
Через свою мать, принцесса приходилась двоюродной племянницей императору Франции Наполеону I и двоюродной сестрой императору Австро-Венгрии Францу Иосифу. Как дочь императора, она получила титул «Её Императорское Высочество» с обращением Дона.
За год до рождения Паулы, в сентябре 1822 года была объявлена независимость Бразилии от Португалии. На момент рождения принцессы, у её отца были только две старшие дочери и Паула должна была стать четвертой в линии наследования португальского престола. Однако, в соответствии с португальским законодательством она считалась иностранкой, рожденная после объявления независимости Бразилии, и, таким образом, она была исключена из линии наследования. Но её старшая сестра Мария, рожденная в 1819 году, находилась в линии наследования и взошла на португальский престол после смерти короля Жуана VI и отречения императора Педру I 2 мая 1826 года.

## Жизнь

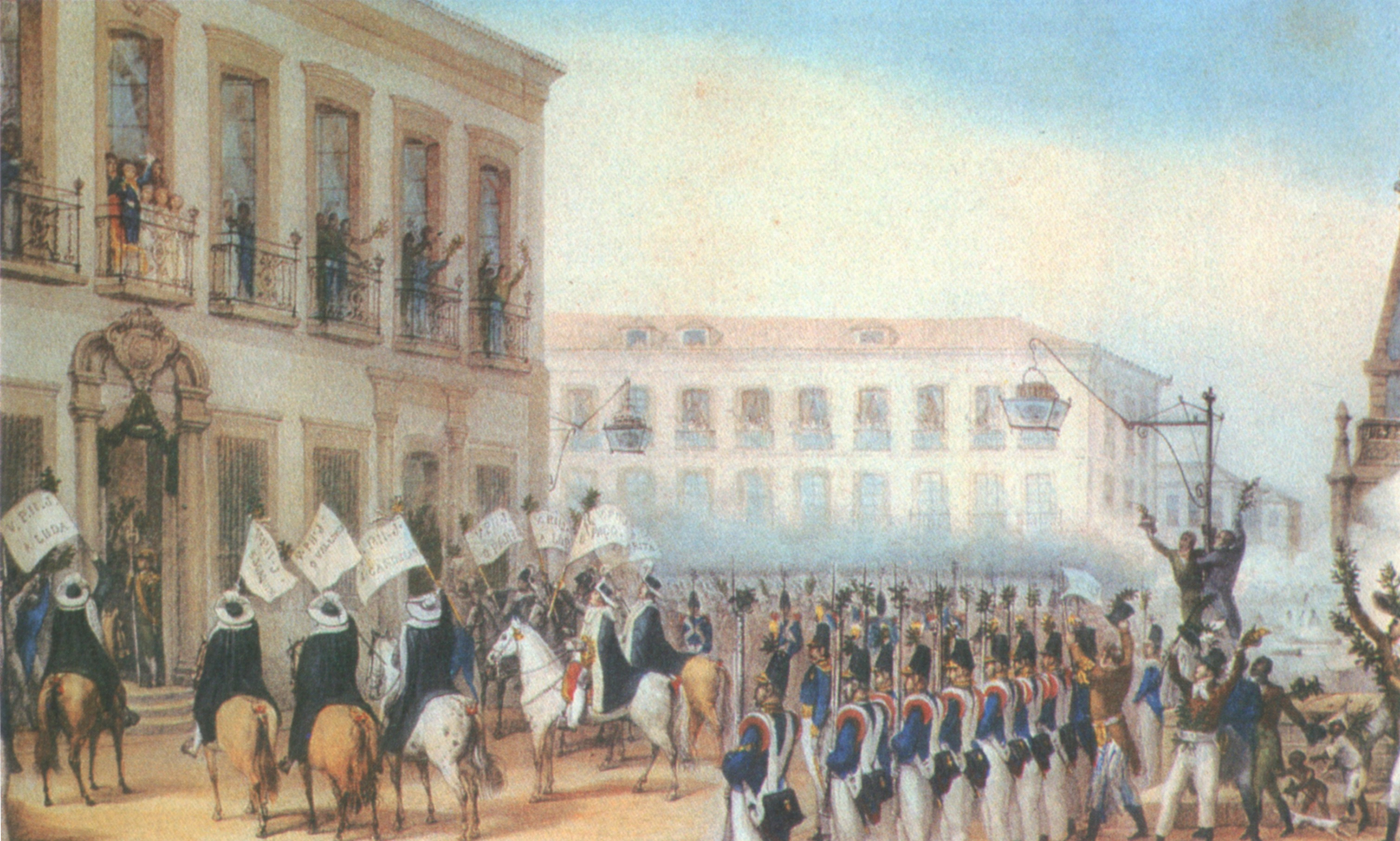
День официального провозглашения Педру II императором. Он и его сестры стоят на балконе. Картина кисти Жана Батиста Дебре.

11  декабря 1826 года скончалась императрица Мария Леопольдина, мать Паулы. У неё случился выкидыш. При дворе ходили слухи, что император Педру сам способствовал смерти Леопольдины во время яростного спора между супругами. Предположительно, император ударил её в живот, в результате чего у императрицы случился выкидыш, от чего она и умерла. Придворная дама Домитила де Кастро и Филипп фон Марешаль, австрийский министр в Бразилии были свидетелями ссоры. Позже Мареншаль опроверг информацию о причастности императора к смерти, сказав лишь, что между супругами произошла ссора и не более того.
Император сильно тосковал по Марии Леопольдине. Через три года после смерти первой жены он заключил брак с внучкой императрицы Франции Жозефины де Богарне, герцогиней Амелией Лейхтенбергской. Свадьба состоялась 17 октября 1829 года. Амелия стала матерью пятерым детям императора от первого брака. В новом браке родилась лишь одна дочь, принцесса Мария Амелия, умершая в возрасте 23 лет от туберкулёза.
Педру I отрекся от бразильского престола 7 апреля 1831 года ради того, чтобы поддержать свою дочь в претензиях на португальскую корону, когда её власть захватил брат Педру Мигель. Император принял титул «герцога Браганса» и вместе со второй супругой, которая была тогда беременна, старшей дочерью и сестрой инфантой Аной де Хесус отправился в Португалию. Больше дети своего отца не увидят. Перед отъездом, бывший император оставил в качестве опекуна Жозе Бонифасиу де Андрада и Силва, бразильского дипломата, учёного, философа и поэта.
Дети императора любили проводить время вместе, были послушными, а сёстры всячески помогали своему брату Педро II, который после отречения отца стал императором. Дети регулярно посещали церковь, учились, занимались на музыкальных инструментах вместе с преподавателями. 9 апреля 1831 года Педру II был официально провозглашён императором. Он показался вместе с сёстрами на балконе императорского дворца.

## Смерть

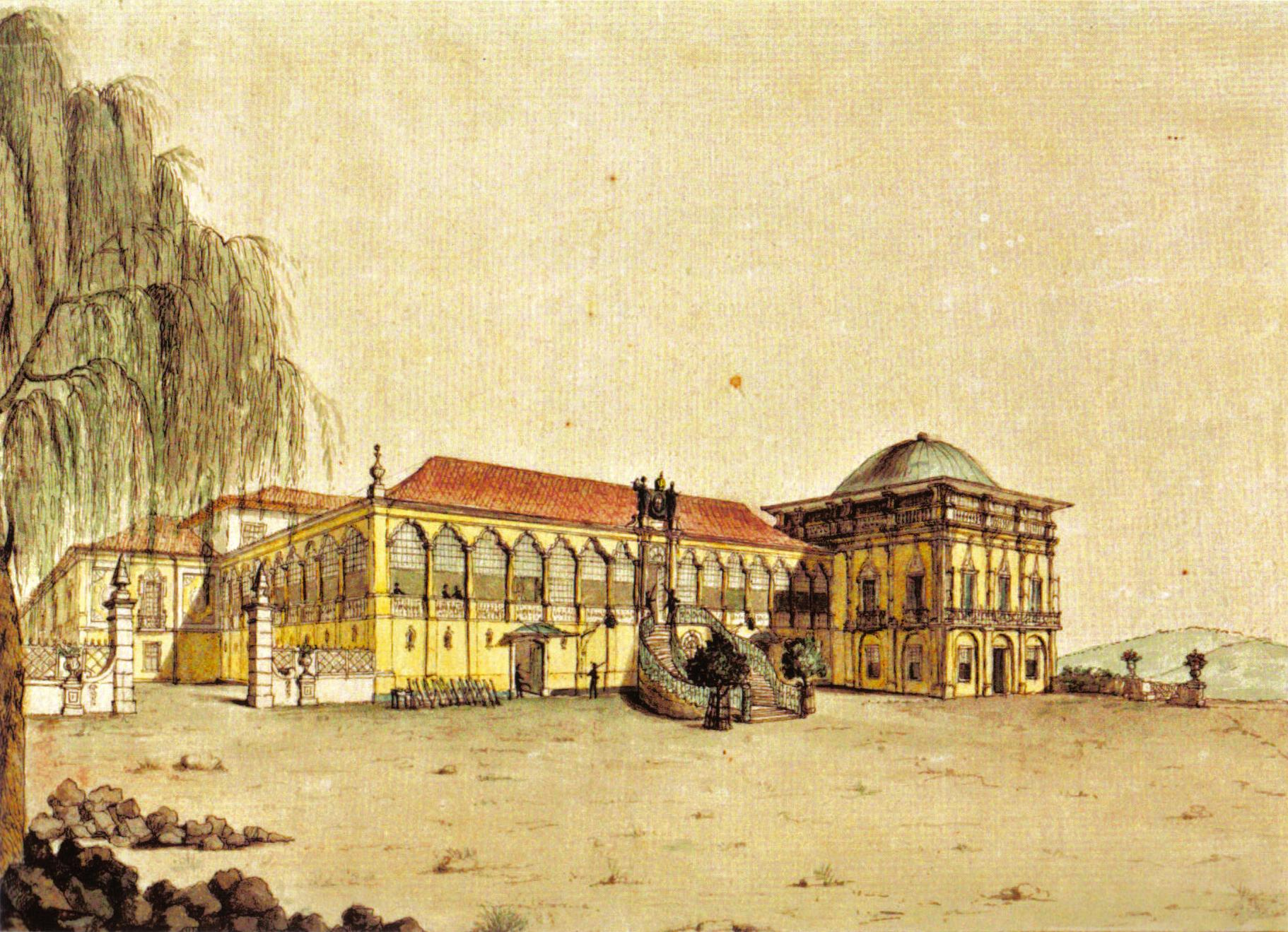
Дворец Сан-Кристован, где принцесса Паула родилась и скончалась. Художник — Жан Батист Дебре.

Паула была описана при дворе как «самая тихая и нежная из всех детей Леопольдины и Педро, она редко жаловалась на здоровье, хотя часто болела с детства». Часто, из-за болезней, она не могла присутствовать на уроках вместе с сёстрами и братом. До середины 1831 года она вела активный образ жизни, посещала, когда не болела, все церковные службы и занятия. Но в конце 1832 года принцесса серьезно заболела. Историк Родерик Бармен утверждал, что она была больна менингитом. Однако, исследователь Мик Айсл пишет, что она заболела малярией. Врачи вводили принцессе хинин, лечили пиявками и горчичниками, прикладывали едкие вещества к коже, что заставляло принцессу «кричать от боли».
Принцесса Паула умерла за месяц до своего десятого дня рождения, 16 января 1833 года. Узнав о смерти дочери, герцог Браганса, который тогда находился в городе Порту, отдал Жозе Бонифасиу де Андрада и Силва два распоряжения:

Первое, сохранить для меня прядь её красивых волос. Второе, оставить её тело в Соборе Богоматери на том же месте, где покоится её мать Леопольдина, по которой я до сих пор плачу...Я прошу вас сделать это...— 
Пауле были устроены пышные государственные похороны, которых больше не устраивали до смерти императорского принца Афонсу, сына императора Педру II в 1847 году. Её похоронили в монастыре Святого Антония в Рио-де-Жанейро. В следующем году герцог Браганса и бывший император скончался.